# Стереорегулярний полімер
Стереорегулярний полімер (англ. stereoregular polymer) — регулярний полімер, що складається зі стереорегулярних лінійних макромолекул, в яких структурні ланки повторюються з однаковою або різною, але періодично чергованою конфігурацією (наприклад, ізотактичні, синдіотактичні полімери та ін.). Зокрема, сюди відносять природні полімери — целюлозу, натуральний каучук.
Отримується шляхом стереоспецифічної полімеризації, де утворюються макромолекули, в яких ланки певної кофігурації регулярно чергуються між собою (гутаперча, целюлоза). Така будова є необхідною умовою утворення тривимірних кристалів, і в цьому полягає істотна різниця між цими полімерами та нестереорегулярними (атактичними).